# Wapen van Schelluinen

Wapen van Schelluinen

Het wapen van Schelluinen werd op 22 juli 1818 bij besluit van de Hoge Raad van Adel aan de gemeente Schelluinen verleend. Op 1 januari 1986 fuseerde de gemeente met Arkel, Giessenburg, Hardinxveld, Peursum, Noordeloos, Hoogblokland, Hoornaar en Kedichem tot de nieuw opgerichte gemeente Giessenlanden. Het wapen van Schelluinen is daardoor komen te vervallen. In het wapen van Giessenlanden zijn geen elementen uit het wapen van Schelluinen opgenomen. Sinds 1 januari 2019 is Giessenlanden opgegaan in de nieuw opgerichte gemeente Molenlanden.

## Blazoenering
De blazoenering van het wapen luidde als volgt:
Een goude leeuw op een blaauw veld
De heraldische kleuren in het wapen zijn: lazuur (blauw) en goud (geel). Dit zijn de rijkskleuren.

## Geschiedenis
De herkomst van het wapen is onbekend. Omdat het wapen met de Nassause leeuw sterk lijkt op het Rijkswapen, en eveneens lijkt op het wapen van Leeuwarden en het aangevraagde wapen van Udenhout, moest de Hoge Raad van Adel zich hier eerst over buigen. De HRvA besloot het wapen van Schelluinen zoals het was aangevraagd toe te kennen, evenals het wapen van Leeuwarden, dat ter onderscheiding een kroon kreeg. Udenhout kreeg het aangevraagde wapen in omgekeerde kleuren.

## Vergelijkbare wapens

Het Rijkswapen tussen 1815 en 1907
Het wapen van Leeuwarden
Het wapen van Udenhout